# 大鳥羽站
大鳥羽站（日语：／ Ōtoba eki */?）是位於福井縣三方上中郡若狹町大鳥羽27番13號，西日本旅客鐵道（JR西日本）的小濱線車站。

## 歷史
- 1918年（大正7年）11月10日 - 小濱線小濱站至十村站之間開業，此站啟用。為旅客和貨物車站。
- 1961年（昭和36年）3月1日 - 結束貨物起卸業務。
- 1973年（昭和48年）3月15日 - 成為無人車站。列車交會設備撤走。
- 1987年（昭和62年）4月1日 - 伴隨國鐵分割民營化，車站由西日本旅客鐵道（JR西日本）營運。

## 車站構造
本站是地面車站，設有1面1線單式月台，敦賀方向的列車會開啟左邊車門。前往東舞鶴方向和敦賀方向的列車使用同一月台。此站是由敦賀地域鐵道部管理的無人車站（在正式上，此站是簡易委託車站，委托者為JA若狹）。
在1988年3月，車站大樓重建。新大樓與JA若狹共同使用。在營業日的窗口營業時間內，JA若狹負責販賣車票。但是，窗口內沒有MARS系統終端或POS終端，只使用流動售票機售票。
在新車站大樓建成後當初，車站大樓沒有通道連接月台，因此在購買車費後需要離開車站大樓，使用另一條通道進入月台。在1991年11月後，車站大樓與月台之間開設了通道（同時，車站大樓與月台之間的通道沒有梯級差）。

## 使用狀況
根據「福井縣統計年鑑」，在2018年（平成30年）度1日平均乘車人次為107人。
以下各為年度1日平均乘車人次列表：
| 年度   | 1日平均 乘車人次 |
| ------ | ---------------- |
| 1997年 | 183              |
| 1998年 | 194              |
| 1999年 | 181              |
| 2000年 | 170              |
| 2001年 | 175              |
| 2002年 | 158              |
| 2003年 | 149              |
| 2004年 | 143              |
| 2005年 | 153              |
| 2006年 | 193              |
| 2007年 | 182              |
| 2008年 | 197              |
| 2009年 | 195              |
| 2010年 | 149              |
| 2011年 | 148              |
| 2012年 | 131              |
| 2013年 | 127              |
| 2014年 | 111              |
| 2015年 | 114              |
| 2016年 | 117              |
| 2017年 | 110              |
| 2018年 | 107              |

由於此站距離上中中學（位於前·上中町中心，最近車站是上中站）有一段距離，因此部分該校學生會使用小濱線上學。

## 車站周邊
- 若狹町立鳥羽小學
- 大鳥羽郵局
- 福井縣道22號上中田烏線（日语：福井県道22号上中田烏線）
- 舞鶴若狹自動車道 若狹上中交流道
- 田烏地區
- 田烏海岸
- 沖之石
- 安樂寺（日语：安樂寺）
- 國立若狹灣青少年自然之家（日语：国立青少年自然の家）

## 相鄰車站
西日本旅客鐵道（JR西日本）
■小濱線
若狹有田－大鳥羽－十村

## 注腳
1. ↑  福井県統計年鑑 （页面存档备份，存于）（日語）
2. ↑   (PDF). 福井県.   [2020-05-10]. （原始内容 (PDF)存档于2021-11-03） （日语）.

## 外部連結
- 大鳥羽｜車站資訊：JR出門網 - 西日本旅客鐵道（日語）